# 平田真貴子
平田 真貴子（ひらた まきこ、1950年〈昭和25年〉2月13日 - ）は、日本の漫画家。福岡県大牟田市出身。

## 略歴
高校在学中、1967年に『バーバラ=アン』が最終審査に残っていた一条ゆかりや山岸凉子を抑え「第1回講談社少年少女漫画作品懸賞」の少女漫画部門に入選し、同社の『週刊少女フレンド』4月16日号・4月25日号の2冊に分かれて掲載されデビュー。
デビューしたのは16歳頃で、高校卒業後に上京して、姉とともに暮らしつつ、漫画家を続けた。萩尾望都のデビュー誌が『なかよし』になったのは、萩尾と平田が文通をしており、当時、作品を発表していた彼女が編集者に萩尾を紹介したからである。その後、『週刊少女コミック』・『別冊少女コミック』にも作品を発表する。
シャープで美麗な絵を描く。
代表作は、『華星夜曲』（ヒットコミックス、少年画報社、全9巻）など。

## 作品

### 単行本
- 寿限無 (シリーズ 体験講座、講談社コミックス)1978年1月15日発行
- 最高にしあわせ! (ティーン・コミックス・デラックス)1978年1月
- 転校生に気をつけて (ティーン・コミックス・デラックス)1978年12月
- 男と女というものは (ティーン・コミックス・デラックス)1979年3月
- 平田真貴子  ロマンコミック自選全集  1978年11月
- 異国日記  全2巻(週刊少女コミック連載、1977-1978、サンコミックス)1979年2月
- 古事記  (コミグラフィック―日本の古典1、暁教育図書)1982年11月
- 今昔物語 (コミグラフィック―日本の古典13、暁教育図書)1983年4月
- 華星夜曲  全9巻 (月刊May連載、ヒットコミックス、少年画報社)1984年-1988年
- 不道徳のススメ (KOBUNSHA COMIC)1987年5月
- 卑弥呼 (ロマン・コミックス 人物日本の女性史 1)2000年

### 読切
※　判明しているもののみあげる。
- エミリーの2月 (別冊少女コミック  1971年2月号)
- パパはママに恋してる (別冊少女コミック  1971年11月号)
- お嬢さんちょっと！ (別冊少女コミック  1972年9月号)
- グローリア物語（ちゃお(別冊少女コミック　1972年10月増刊))
- 恋のマジック・アイ (別冊少女コミック  1973年1月号)
- ミス・キャメロンとやばい人 (別冊少女コミック  1973年5月号)
- アダムの変身 (別冊少女コミック  1974年2月号)
- ビューティフルなあなた (別冊少女コミック  1974年3月号)
- MY  NAME  IS  エディ (別冊少女コミック  1974年4月号)
- 学園は花ざかり (別冊少女コミック  1974年6月号)
- ジミー・グッバイ (別冊少女コミック  1974年9月号)
- はだしのアロー (別冊少女コミック  1974年10月号)
- 恋からこんにちは (別冊少女コミック  1974年11月号)
- ロングヘアの幽霊 (別冊少女コミック  1975年2月号)
- 菊之助花の絵草絵(週刊少女コミック  1975年2月2日号(6))[7]
- 男と女というものは (別冊少女コミック  1975年3月号)
- じゅんびはOK！(週刊少女コミック  1975年3月23日号(13))[8]
- 最高にしあわせ!!(週刊少女コミック  1975年5月4日号(19))[8]
- 4番目のユーフロジーヌ (週刊少女コミック  1975年6月29日号(27))[8]

- 砂糖菓子の家（週刊ヤングレディ、1977年3月8日号〜4月12日号）

- 赤い靴とジプシー（リリカ7号そよかぜの号　1977年5月）